# Kênh Donchian
Kênh Donchian là một chỉ số được sử dụng trong kinh doanh thị trường được phát triển bởi Richard Donchian. Nó được hình thành bằng cách lấy giá cao cao nhất và giá thấp thấp nhất trong n giai đoạn. Vùng giữa cao và thấp là kênh cho giai đoạn đã chọn.
Nó thường có sẵn trên hầu hết các sàn giao dịch. Trên một chương trình biểu đồ, dòng được đánh dấu cho các giá trị cao và thấp hiển thị trực quan kênh trên giá trị giá thị trường (hoặc các giá trị khác).
Các kênh Donchian là một hữu ích chỉ cho thấy biến động của giá thị trường. Nếu giá ổn định, các kênh Donchian sẽ tương đối hẹp. Nếu giá thay đổi rất nhiều các kênh Donchian sẽ được rộng hơn. Đó là cách dùng chính của nó, tuy nhiên, nó còn cung cấp tín hiệu cho các vị trí dài và ngắn. Nếu các giao dịch chứng khoán trên mức giá cao nhất trong n giai đoạn, thì đầu cơ giá lên được thiết lập. Nếu giao dịch dưới mức thấp nhất trong n giai đoạn, sau đó bán khống được thiết lập.
Ban đầu n thời gian được dựa trên giá trị hàng ngày. Với nền tảng kinh doanh ngày nay, thời gian có thể là của các giá trị mong muốn của các nhà đầu tư. Ví dụ như ngày giờ, phút, hay trong giây lát v.v..